# Platycoelia laelaps
Platycoelia laelaps är en skalbaggsart som beskrevs av Gutierrez 1951. Platycoelia laelaps ingår i släktet Platycoelia och familjen Rutelidae. Inga underarter finns listade i Catalogue of Life.